# Kroyanskoye
Kroyanskoye (del ruso: Кроянское) es un seló del raión de Tuapsé del krai de Krasnodar, en el sur de Rusia. Está situado en las estribaciones del Cáucaso Occidental, en la cabecera del arroyo Dzeberkoi, junto a la orilla nororiental del mar Negro, 3 km al este de Tuapsé y 106 km al sur de Krasnodar, la capital del krai. Tenía 1 481 habitantes en 2010.
Pertenece al municipio Shepsinskoye.

## Historia
El lugar aparece en un mapa militar de 1905 como dacha Kroyanskoye. El 26 de abril de 1923 fue registrado como localidad del volost Veliaminovski del raión de Tuapsé del ókrug del Mar Negro del óblast de Kubán-Mar Negro. En 1972 la población estaba compuesta por 38 hogares. El 1 de enero de 1987 contaba con 577 habitantes.

## Transporte
Por la localidad pasa la carretera federal M27 Novorosíisk-frontera abjasa.